# Ghislaine Maxwellová
Ghislaine Noelle Marion Maxwellová (* 25. prosince 1961) je bývalá britská společenská celebrita a odsouzená sexuální delikventka. V roce 2021 byla shledána vinnou z obchodování s nezletilými osobami za účelem sexuálního zneužívání a dalších trestných činů v souvislosti s trestním stíháním finančníka a posléze odsouzeného sexuálního delikventa Jeffreyho Epsteina.

## Život
Maxwellová se narodila ve Francii, vyrůstala v Oxfordu. V 80. letech 20. století navštěvovala Balliol College v Oxfordu, poté se stala významnou členkou londýnské společenské scény. Pro svého otce Roberta Maxwella pracovala až do jeho smrti v roce 1991, kdy se přestěhovala do New Yorku, kde nadále žila jako příslušnice společenské smetánky a navázala vztah s Epsteinem. V roce 2012 Maxwellová založila neziskovou skupinu na ochranu oceánů. Poté, co v červenci 2019 vznesla prokuratura proti Epsteinovi obvinění z obchodování se sexem, oznámila organizace ve stejném měsíci ukončení činnosti. Maxwellová je naturalizovanou občankou USA a ponechala si francouzské i britské občanství.

## Trestní stíhání
Dne 2. července 2020 byla Maxwellová zatčena a obviněna federální vládou Spojených států amerických z trestných činů svádění nezletilých a obchodování s nezletilými dívkami za účelem pohlavního styku, které souvisejí s jejím spojením s Epsteinem. Maxwellové byla zamítnuta kauce z důvodu nebezpečí útěku, přičemž soudce vyjádřil obavy ohledně jejích „zcela neprůhledných“ financí, jejího umění žít v utajení a skutečnosti, že Francie své občany nevydává. Dne 29. prosince 2021 byla odsouzena v pěti ze šesti bodů obžaloby, včetně jednoho bodu obžaloby z obchodování s nezletilými osobami za účelem sexuálního zneužívání. Dne 28. června 2022 byla odsouzena ke 20 letům vězení. Čekal ji druhý trestní proces kvůli dvěma obviněním ze lhaní pod přísahou o Epsteinově zneužívání nezletilých dívek.
V srpnu 2025 byla převezena do věznice s minimální ostrahou.